# سبينوصور

رسم يوضح تفاصيل الجمجمة.

سبينوصورس (بالإنجليزية: Spinosaurus) يعني الاسم الإنجليزي المذكور «السحلية الشوكية». هو ديناصور ضخم من آكلة اللحوم ذو فك قوي وأسنان حادة ضخمة يقتات على الديناصورات والأسماك الكبيرة. يصل طوله إلى 18 متر ويزن 4 أطنان. كان يوجد تسلسل من الأشواك العظمية على ظهره يصل طولها إلى 6 أقدام أي ما يعادل 1.8 متر مرتبة على شكل شراع، وهذا الترتيب الشراعي يساعده على تنظيم درجة حرارة جسمه أو لإخافة الأعداء. عاش في منطقة الصحراء الكبرى منذ حوالي 95 - 93 مليون سنة في العصر الطباشيري حينما كانت منغمرة في المياه.
وقد اكتشفت أول عظام لهذا الديناصور في الصحراء الغربية بمصر سبينوصور أيجيبتيكاس Spinosaurus aegyptiacus عام 1912 . واكتشفه أحد علماء التاريخ الطبيعي الألمان أرنست سترومر حيث اكتشف بعضا من عظامه المتحجرة، ومن ضمنها عدد من عظام الظهر التي بينت أن كان له ما يشبه الشراع على ظهره، وقام بوصفه في عام 1915.
. ثم اكتشفت عظامه في المغرب والجزائر والنيجر، إلا أن أعداده كانت محدودة وغير كاملة.
وهذا دليل على أن منطقة الصحراء الكبرى في الماضي كانت مستنقعات مياه عذبة وبحيرات حيث وجدت فيها أيضا هياكل لحيتان ضخمة (وادي الحيتان بمصر) وهياكل تماسيح متحجرة.
ظهر هذا الديناصور في السينما في فيلم جوراسيك بارك 3.
وتبين الاكتشافات الحديثة أن طول السبينوصور وصل إلى 16 - 18 متر وكان يزن بين 7 - 9 طن. فيكون بذلك أكبر ديناصور آكل للحوم يعثر عليه وهو يفوق أكبر ديناصورات الثيروبود ومن ضمنها التيرانوصور والذي يسمى أحيانا T rex المفترس والجيجانتوصور.
.

## صفاته
السبينوصور

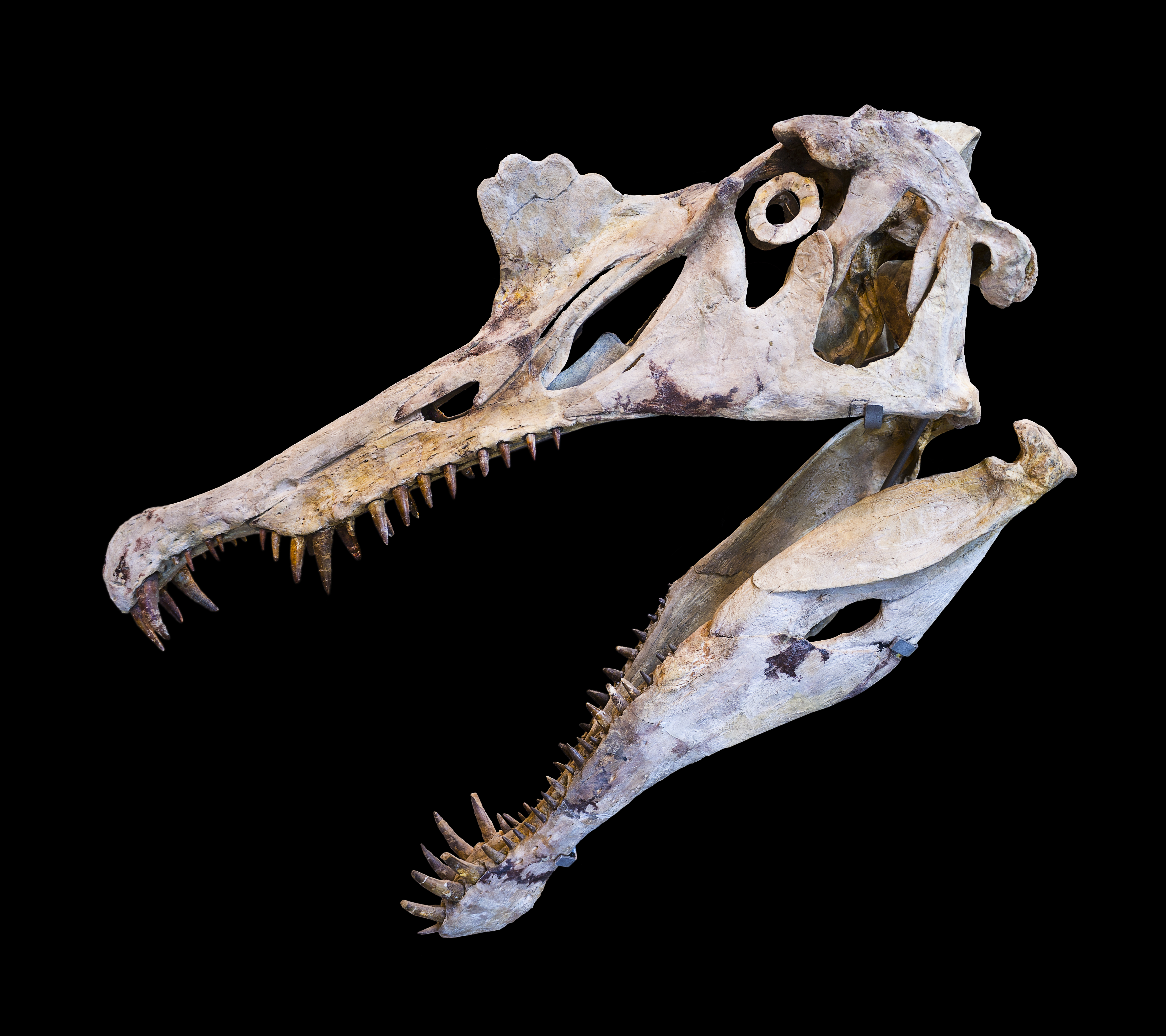
جمجمة السبينوصور

معروف لدى حشود كبيرة من الناس بسبب حجمه الكبير وشراعه وشكل رأسه الذي يشبه رأس التمساح. إلا أن أحفوريات هذا الحيوان دُمّرت خلال الحرب العالمية الثانية، وقد وجدت حديثاً بعضا من أسنانه وعظام الجمجمة.
وتشير أحفوريات اكتشفت عام 2005 أن الرأس كانت نحو 75و1 متر طولا، وبذلك تكون رأس السبينوصور هي أكبر رأس لديناصور آكل للحوم عثر عليها حتى وقتنا هذا. وتبين. الجمجمة فماً انسحابيا ويحتوي الفك على أسنان قمعية قائمة وليس فيها بروزات.
على ظهره سلسلة أشواك عظمية تشكل ما يشبه الشراع، ويصل طولها بين 8 إلى 11 ضعف من قطر فقرات الظهر التي تحملها..

## بيئته وغذائه

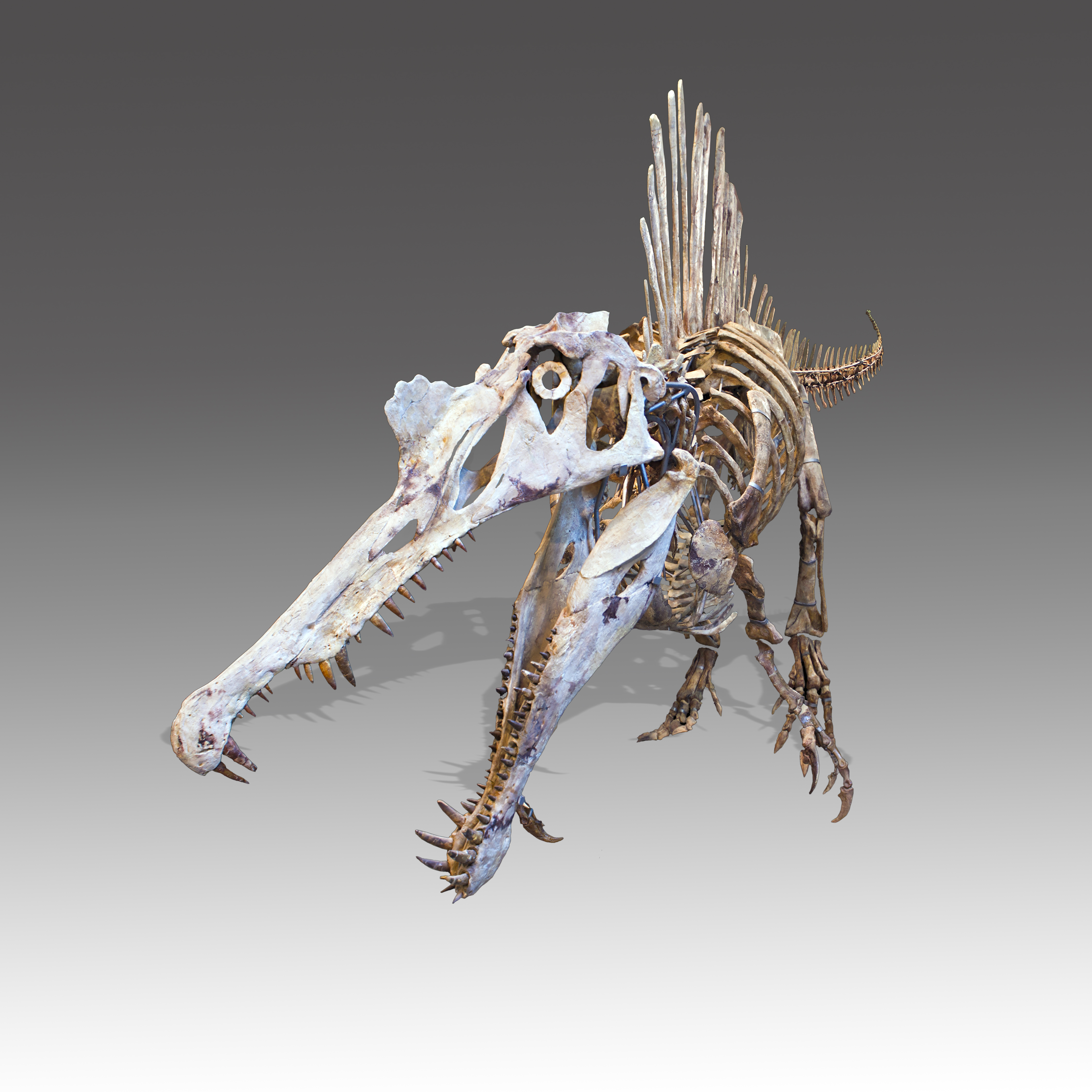
سبينوصور

عاش السبينوصور في شمال أفريقيا. وبالنسبة إلى الواحات البحرية في مصر فربما كانت أرض مستنقعات تحوي نبات المنجروفيا وقت معيشته. وكان السبينوصور يعيش في تلك المنطقة مع حيوانات مماثلة مثل بحرية صور وكاركرودونتوصور والتيتانوصوريات مثل «باراليتيتان» ومع التيتانوصور إيجيبتوصور والديناصور التمساحي ستوماتوصكس الذي يصل طوله 10 أمتار وماوسونيا وطوله 5و3 متر.
بالنسبة لأنه كان يأكل اللحوم فذلك مبني على شواهد من بنيته مثل الفك الطويل والأسنان المخروطية والوضع العلوي لفتحتي الأنف على الرأس. ويرى تحليل قام به «شارينج» و«ميلنر» على ديناصورات من أقربائه الأوروبييين مثل ديناصور «باريونيكس» وديناصورات عاشت في أمريكا الجنوبية أنه يمكن أن كان متخصصا في أكل الأسماك.
عثر في أمعاء الباريونيكس أحماض قشور سمك وعظام لصغار إيجانودون، 

## حجمه

مقارنة حجم السبينوصور أيجيبتيكاس (أحمر) وثيروبودات أخرى كبير
منذ العثور عل السبينوصور وهو يعرف بأنه ثاني أكبر الديناصورات المكتشفة من نوع ثيروبود

يقدر العالم فريدريش فون هوين (1926)  والعالم «دونالد جلوت» (1982)  هذه الفصيلة ب 6 أطنان وزنا و 15 متر طولا. وتبين بعض الدراسات الأخرى التي تمت بين 1988 و 2005 أن طوله كان يتراوح بين 15 - 18 متر ووزنه 5-8طن.

## أشواك الظهر
تبين الصورة بعضاً من عظام الظهر كما صورها البروفيسور سترومر الذي فحص وقام بدراسة السبينوصور عام 1915. ويسمى الأخصائيون الشكل الحي له بالشراع. ويصل طول تلك العظام نحو 8 أضعاف قطر فقرات الظهر التي ترتكز عليها. ويعتقد أن الشراع كانت وظيفته معادلة درجة الحرارة وخفض حرارة جسم السبينوصور. وهناك رأي آخر لتفسيرها فبعض العلماء يميل إلى فكرة أن السبينوصور ربما كان له مخزنا من الدهن على ظهره (مثل سنم الجمل) وأن عظام الظهر القائمة هذه كانت مسندا لمخزون الدهن. وربما بينت اكتشافات قادمة الفصل في هذا الأمر.

## تاريخ الاكتشاف

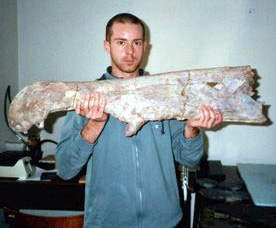
أحفورة ل (Spinosaurus aegyptiacus) سنة 2008

اكتشف أول هيكل عام 1912 في الواحات البحرية في مصر واكتشف العالم الألماني «إيرنست فون رايشنباخ» عام 1915 السبينوصور أيجيبتيكاس ووصفه علميا.
كما اكتشف «سترومر» عام 1934 بعض أجزاء أحفورية لنوع آخر، سميت آنذاك سبينوصور بي.
وقد تكسر جزء من الأحفورات المصرية أثناء نقلها إلى المتحف الألماني في ميونيخ، وما تبقى من عظامه فُقِد أثناء الحرب الجوية على ميونئه عام 1944. وحتى اليوم فقد عثر على 6 من هياكل السبينوصور ودرست من المختصين.
وأيضا التقرير والوصف المستفيض IPHG 1912 VIII 19 الذي كتبه بروفيسور سترومر خلال الحرب ولكن رسوماته بقيت. وقدر طوله بنحو 14 متر ووزن يصل إلى 6 طن وطول الجمجمة 45 و1 متر.

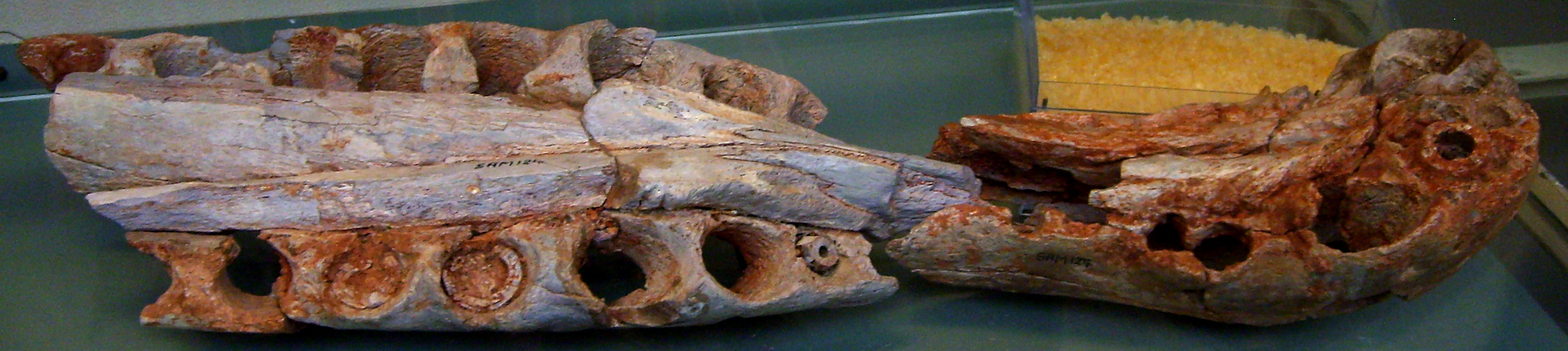
عظم الفك للسبينوصور المراكشي.

كتب «راسل» الرسالة العلمية CMN 50791 عامك 1996 وهي تتعلق بسبينوصور عثر عليه في منطقة «كمكم» في المغرب. وسمى راسل داليناصور الذي عثر غليه سبينوصور مروكانوس - أي المراكشي. وما عثر عليه من أجزاء تؤدي إلى حيوان بطول 5و19 متر ن ضمن ما عثر عليه فقرة بطول 5و19 سنتيمتر من فقرات وسط الرقبة وكذلك أجزاء الفك الأمامية والوسطى.
وكتب «تاجت» و «راسل» رسالة MNHN SAM 124 من الجزائر عام 1998 تصف أجزاء لعظام الفك الوسطى، وعظام للفك العلوي وأجزاء من الأسنان. وبناء على ذلك فقد قدر طوله بنحو 14 متر ووزن 7و6 طن لهذا السبينوصور. ويقدر طول الجمجمة نحو 42و1 متر.
كما يوجد تقرير من تونس Office National des Mines nBM231 عن أحفوريات عثر عليها في منطقة شنيني. العالمان «بفيتات» و«عوجة» يصفان اكتشافهما بأنه لسبينوصور أيجيبتيكاس اكتشف عام 2002، حيث تشير الأحفوريات إلى تشابه كبير للسبينوصور أيجيبتيكاس.

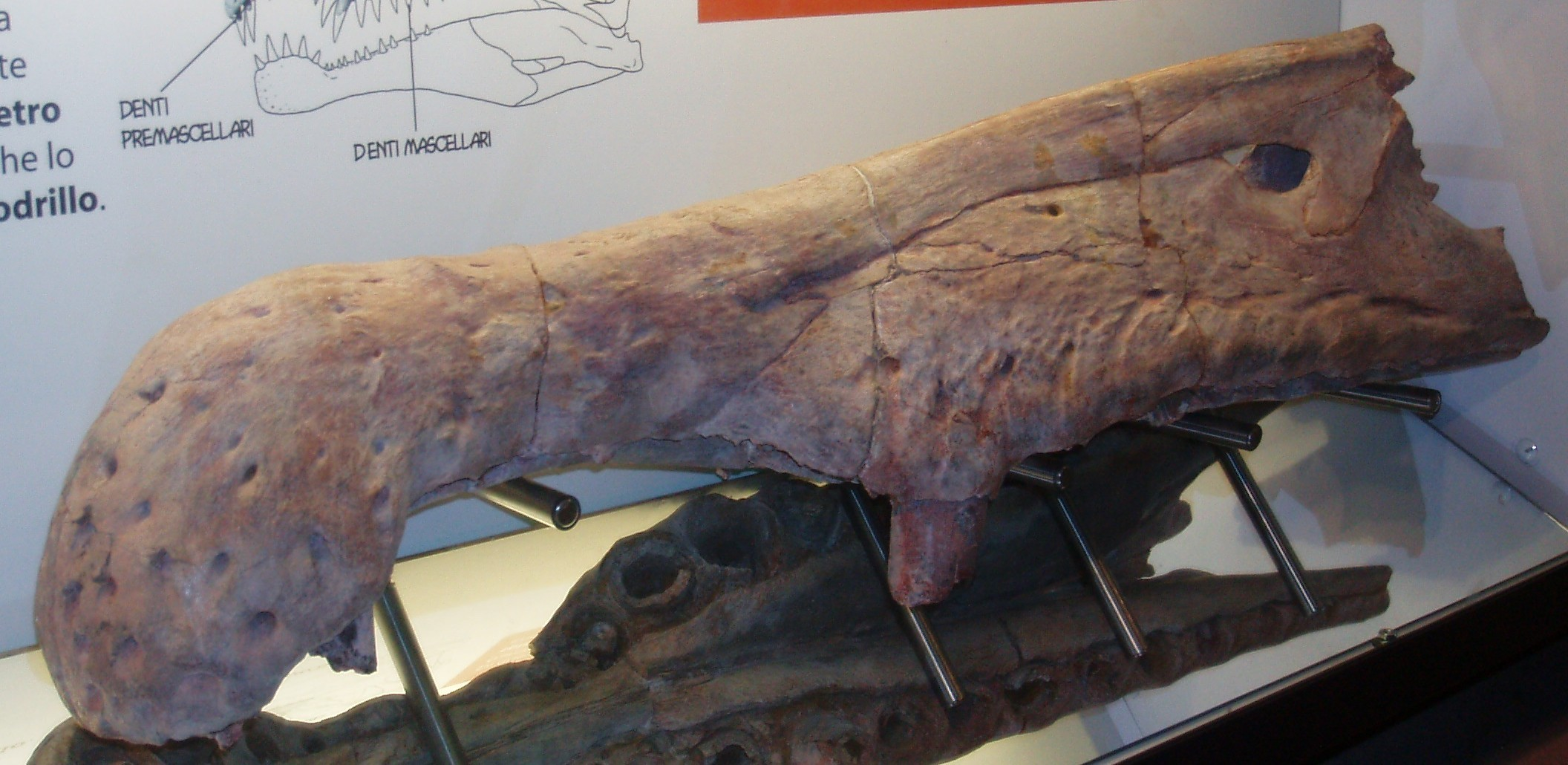
Exemplar MSNM V4047 von S. aegyptiacus in al Museo di Storia Naturale di Milano

وكتبت رسالة علمية MSNM V4047 عن أجزاء جمجمة يبلغ طولها 99 سنتيمتر قدمها «كريستيانو دال ساسو» وزملاؤه وهم جميعا من متحف العلوم الطبيعية ب ميلانو عام 2005 عن ديناصور «حوض كمكم» بالمغرب. يصل طول الجمجمة لهذا الهيكل 76و1 متر ويقدر طول الحيوان بين 16 - 19 متر ووزنه بين 7 - 9 طن.
تم العثور على أحفوريات أخرى في التشكيلات الطبقية «إشكار» في النيجر وهي تشير (عام 2007) إلى ديناصور من نوع السبينوصور. كذلك عُثر على حفريات في كينيا وليبيا ويرجع تأريخها إلى 130 مليو سنة ماضية وتنتمي إلى سبينوصورات.

## اقرأ أيضا

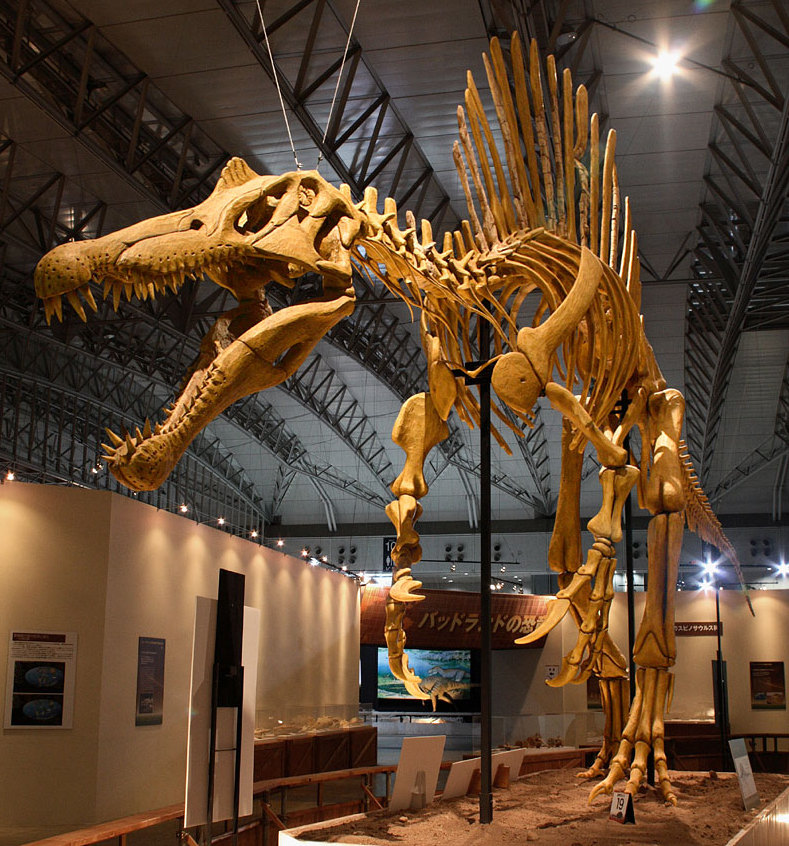
إعادة هيكلة السبينوصور

- سبينوصوريات
- باريونيكس
- سوكوميمس
- إكثيوفيناتور
- إيريتاتور
- سيجيلماساصور
- أوكزالايا
- فاليبونافيناتريكس
- ثيروبودا
- قائمة الديناصورات
- قائمة الديناصورات في مصر